# Alfonso Paso Gil
Alfonso Paso Gil (Madrid, 12 de setembre de 1926 - Madrid, 10 de juliol de 1978) va ser un dramaturg espanyol, autor de sainets dramàtics,
comèdies, tragèdies i obres de denúncia social. Els seus llibrets van destacar per l'humor reflectit en els diàlegs i l'originalitat de les situacions i personatges.

## Biografia
Alfonso Paso Gil va néixer en Madrid en el si d'una família d'autors teatrals, artistes i especialment músics. Va ser fill de Antonio Paso y Cano, dramaturg i libretista de sarsuelas de la generació del 98, i de la actriu Juana Gil. Oncle seu era Manuel Paso, poeta i periodista. Era cosí, a més, d'Antonio Paso Díaz, pare d'Encarna Paso.
Després d'abandonar la carrera d'enginyer aeronàutic, va estudiar Filosofia i Lletres, en la branca de Història d'Amèrica i Arqueologia, aconseguint el Premi Extraordinari fi de carrera en 1952. També va estudiar medicina i en 1974 es va llicenciar en periodisme. Va contreure matrimoni amb Evangelina Jardiel (filla d'Enrique Jardiel Poncela) i van ser pares de les actrius Paloma i Rocío Paso Jardiel (mare de Darío Paso).
En 1968, Alfonso Paso tenia set obres en cartell en set teatres de Madrid, i tarda i nit, durant diversos mesos, el cartell de «No hi ha localitats» figurava en tots ells.
Ell mateix treballava a vegades com actor en les seves pròpies obres, i va viatjar per tot el món per a presentar-les.
Va morir a Madrid en 1978 als 51 anys, víctima d'un càncer.

## Trajectòria
La seva primera comèdia (Un tic-tac de reloj) la va escriure en 1946 i constava d'un sol acte. Va intentar en els inicis de la seva carrera una renovació teatral, amb obres com Juicio contra un sinvergüenza i Los pobrecitos, però es va plegar als gustos de la classe mitjana dels anys 50 i 60, escrivint un teatre d'evasió, més dedicat a entretenir. El seu èxit va ser enorme, arribant a ser el dramaturg més fecund del teatre de postguerra, i és possible que fos un dels primers autors teatrals que va fer una petita fortuna. En 1968 gaudia de tanta popularitat que mantenia set obres en cartell en set teatres de Madrid, amb tres funcions diàries. Aquest èxit comercial té molt a veure amb el fet que algunes de les seves obres van ser comprades per al cinema.
Diversos anys després de la seva mort les seves obres continuen sent de gran interès, per la qual cosa continuen representant-se amb bon acolliment en països com Alemanya, Turquia, República Txeca, Hongria i Mèxic, entre d'altres.
Les seves obres han estat traduïdes a més de 24 idiomes, entre ells italià, francès, anglès, alemany, portuguès o àrab. Va ser el primer autor espanyol viu que va estrenar en Broadway, amb la comèdia El canto de la cigarra.
El director i actor de teatre espanyol José Vilar, gran admirador de Paso, va fer cèlebres moltes de les seves obres en la televisió peruana i xilena des de mitjan dècada dels 70 fins a inicis dels 80.

## Reconeixements
- Medalla del Cercle d'Escriptors Cinematogràfics al millor argument original per Sierra maldita (1954).[1]
- Premi Carlos Arniches, per Los pobrecitos (1957).
- Premi Álvarez Quintero de la Reial Acadèmia Espanyola, per El cielo dentro de casa (1960)
- Encomana d'Isabel la Católica (1961)
- Premi Maria Rolland, per Las que tienen que servir (1962)
- Premi de la Crítica de Barcelona, per Sí quiero (1965)
- Premi Leopoldo Cano de Valladolid, per Querido Profesor (1966)
- Medalla de Plata amb branques de roure al Mèrit en el Treball (1973)
- Premi Café de Gijón, per la seva novel·la Ministro (1975).

Les seves obres El cielo dentro de casa y En El Escorial, cariño mío van ser seleccionades en 1977 com a objecte d'estudi per l'Acadèmia Sueca.

## Obra bàsica
Teatre (obres més conegudes)
- Juicio contra un sinvergüenza (1952)
- Una bomba llamada Abelardo (1953)
- Los pobrecitos (1957)
- El cielo dentro de casa (1957)
- Catalina no es formal (1958)
- Usted puede ser un asesino (1958, duta al cinema)
- Papá se enfada por todo (1959)
- No hay novedad, Doña Adela (1959)
- La boda de la chica (1960)
- Pregunta por Julio César (1960)
- Cuidado con las personas formales (1960)
- Cosas de papá y mamá (1960)
- Cuatro y Ernesto (1960)
- Sentencia de muerte (1960)
- Una tal Dulcinea (1961)
- Vamos a contar mentiras (1961)
- Aurelia y sus hombres (1961, Premi Nacional de Teatre)
- Juegos para marido y mujer (1961)
- Los derechos de la mujer (1962)
- Al final de la cuerda (1962)
- De profesión, sospechoso (1962)
- Las que tienen que servir (1962)
- El mejor mozo de España (1962)
- Sosteniendo el tipo (1962)
- El canto de la cigarra (1963)
- Las mujeres los prefieren pachuchos (1963)
- La corbata, (1963)
- Los Palomos (1964, duta al cinema)
- Carmen tomó la roja, (1964)
- La oficina (1965)
- Educando a un idiota (1965)
- La caza de la extranjera (1965)
- Enseñar a un sinvergüenza (1966)
- Juguetes para un matrimonio (1966)
- ¡Estos chicos de ahora! (1967)
- Atrapar a un asesino (1968)
- ¡Cómo está el servicio! (1968)
- Viuda ella, viudo él (1968)
- Una monja (1968)
- El armario (1969)
- Nerón-Paso (1969)
- Tú me acostumbraste (1970)

Narrativa
- Ministro (1975, duta al cinema)

Periodisme
- Col·laborà assíduament a ABC i El Alcázar.

Cinema a España
- Guionista:
  - Un tesoro en el cielo (1957)
  - Aquellos tiempos del cuplé (1958)
  - Las dos y media y veneno (1959)
  - Pregunta por Julio César (1960)
  - Cena de matrimonios (1962)
  - Una tal Dulcinea (1963)
  - Querido profesor (1966, en la que també va actuar)
  - Amor a la española (1966)
  - Cuatro noches de boda (1969)
- Guionista i director:
  - No somos ni Romeo ni Julieta (1968)
  - Vamos a por la parejita (1969)
  - No somos ni Romeo ni Julieta (1969)
  - Los extremeños se tocan (1970)
  - La otra residencia (1970)
  - Ligue Story (1971)
  - Celos, amor y Mercado Común (1973)

Cinema a Argentina
- Buscando a Mónica (1962)
- Fiebre de primavera (1965)
- Una sueca entre nosotros (1966, en la que va actuar)
- De profesión sospechosos (1966)
- Vivir es formidable (1966)
- Operación San Antonio (1968)
- Me gusta esa chica (1973)
- Operación Comando (1980)
- Mingo y Aníbal en la mansión embrujada (1986)

Televisió
- Firmado Pérez (1963)
- Remite: Maribel (1970)
- El último café (1970-1972)
- Compañera te doy (1973)
- Si yo fuera rico (1973-1974)